# 1. deild 1988 (Fær Øer)
L'edizione 1988 della 1. deild vide la vittoria finale del HB Tórshavn.

## Nuovo format
La FSF decise di modificare il format della competizione a partire dal campionato del 1988, portando le squadre di 1. deild da otto a dieci. Per questo motivo, al termine della stagione 1987 non vi furono retrocessioni dalla massima divisione e dalla 2. deild furono promossi due team (B36 Tórshavn e ÍF Fuglafjørður). Da questa stagione le retrocessioni in 2. deild passarono da una a due.

## Classifica finale
|    | Classifica      | G  | V  | N | P | GF | GS | Dif | Pt |
| -- | --------------- | -- | -- | - | - | -- | -- | --- | -- |
| 1  | HB Tórshavn     | 18 | 11 | 3 | 4 | 36 | 19 | 17  | 25 |
| 2  | B68 Toftir      | 18 | 11 | 2 | 5 | 31 | 14 | 17  | 24 |
| 3  | B36 Tórshavn    | 18 | 8  | 5 | 5 | 29 | 20 | 9   | 21 |
| 4  | ÍF Fuglafjørður | 18 | 6  | 6 | 6 | 23 | 25 | -2  | 18 |
| 5  | GÍ Gøta         | 18 | 8  | 1 | 9 | 21 | 25 | -4  | 17 |
| 6  | VB Vágur        | 18 | 6  | 4 | 8 | 24 | 27 | -3  | 16 |
| 7  | Leirvík ÍF      | 18 | 6  | 4 | 8 | 26 | 31 | -5  | 16 |
| 8  | KÍ Klaksvík     | 18 | 6  | 3 | 9 | 29 | 43 | -14 | 15 |
| 9  | TB Tvøroyri     | 18 | 4  | 6 | 8 | 16 | 23 | -7  | 14 |
| 10 | NSÍ Runavík     | 18 | 4  | 6 | 8 | 15 | 23 | -8  | 14 |

G = Partite giocate; V = Vittorie; N = Nulle/Pareggi; P = Perse; GF = Goal fatti; GS = Goal subiti; DIF = Differenza reti, PT = Punti

### Verdetti
- HB Tórshavn campione delle Isole Fær Øer 1988
- TB Tvøroyri e NSÍ Runavík retrocesse in 2. deild